# Dolichomitus populneus
Dolichomitus populneus är en stekelart som först beskrevs av Julius Theodor Christian Ratzeburg 1848.  Dolichomitus populneus ingår i släktet Dolichomitus och familjen brokparasitsteklar. Arten är reproducerande i Sverige. Inga underarter finns listade i Catalogue of Life.